# Chlumek
Chlumek är en ort i Tjeckien.   Den ligger i regionen Vysočina, i den centrala delen av landet, 130 km sydost om huvudstaden Prag. Chlumek ligger 583 meter över havet och antalet invånare är 181.
Terrängen runt Chlumek är huvudsakligen platt, men norrut är den kuperad. Runt Chlumek är det ganska tätbefolkat, med 93 invånare per kvadratkilometer. Närmaste större samhälle är Jihlava, 19,2 km väster om Chlumek. Trakten runt Chlumek består till största delen av jordbruksmark.